# Virus (группа)
Virus — авангард-рок-группа, основанная в 2000 году Карлом-Михаэлем Айде. Считается продолжателем музыкального стиля предыдущего авангард-метал-проекта Айде — Ved Buens Ende.

## История
Группа была создана в 2000 году Карлом-Михаэлем Айде и Айнаром Съюрсё, двумя из трёх участников Ved Buens Ende.
Дебютный альбом, «Carheart» (рабочее название «The Drama Hour») был выпущен на лейбле Jester Records в 2003 году. «Carheart» был написан в абсурдистском ключе, в корне отличающемся от звучания VBE и получил от критиков смешанные отзывы.
После дебютного альбома, в период 2005—2006 годов была предпринята попытка возродить Ved Buens Ende в оригинальном составе (Айде, Парвес и Съюрсё), но после нескольких репетиций деятельность была остановлена.

«Ved Buens Ende больше не существует. Она мертва и похоронена навсегда. После недолгих репетиций и написания нового материала, стало понятно, что я и Викотник пошли по разным путям в музыке. Наши стили разошлись с тех пор, как был написан „Written in Waters“. Песни, которые мы написали вместе для нового альбома, стали посредственными, а песни, которые мы сочинили независимо друг от друга, стали слишком разными. Если бы мы продолжили, получился бы слишком шизофренический альбом, которым из нас никто бы не был доволен»
Оригинальный текст (англ.)"Ved Buens Ende is no more. It's dead and buried for good. After a while of rehersing and writing new material, it became apparent that Vikotnik and myself have grown apart musically. Our styles have developed in different directions through the years passed since 'Written in Waters'. The songs we wrote together for what was to become the new album became mediocre, and the songs we made each on our own became just too different. It would have become a very schizophrenic album if we'd continue, and none of us would have been happy with the outcome."

Во втором альбоме, «The Black Flux» (рус. «Чёрный поток») группа, по отзывам многих изданий, вернулась к звуку и атмосфере VBE.
В апреле 2010 года Петтер Бернтсен («Plenum») оставил группу. В конце июня 2010 г. к группе присоединился мультиинструменталист Бьёрге Мартинсен («Bjeima»).
Третий альбом "The Agent That Shapes The Desert" вышел в феврале 2011 года и получил преимущественно положительные отзывы, однако основным нареканием со стороны критиков стал музыкальный стиль альбома, мало изменившийся по сравнению с предыдущим альбомом.

## Состав
- Карл-Михаэль Айде («Czral») — вокал, гитара (2000 —) (Ved Buens Ende, Dødheimsgard, Cadaver Inc, Infernö, Aura Noir, Satyricon, Ulver, Dimmu Borgir)
- Бьёрге Мартинсен («Bjeima») — бас (2010 —) (Yurei, Delirium Bound, Konstriktor, The Ghost Conspiracy, M)
- Айнар Съюрсё («Esso») — ударные (2000 —) (Lamented Souls, Beyond Dawn, Infernö, Ved Buens Ende)

### Бывшие участники
- Петтер Бернтсен («Plenum») — бас (2000—2010) (Hæ?/Audiopain, Ved Buens Ende, Ghoul-Cult)

### Сессионные музыканты
- Борд Ингебригтсен — слайд-гитара, скрипка, фортепиано на «The Black Flux»
- Эйвинд Хэгеланд — вокал на «Carheart»

## Дискография
- Carheart — 2003
- The Black Flux — 2008
- Demo 2000 (демо, переиздание) — 2009
- The Agent That Shapes The Desert — 2010
- Oblivion Clock (EP) — 2012
- Memento Collider — 2016
- Investigator (EP) — 2017